# Галиев, Ахметгали Мухаметгалиевич
Ахметгали Мухаметгалиевич Галиев (род. 19 марта 1950 года в деревне Рафиково Хайбуллинского района Башкирской АССР, РСФСР, СССР) — советский и российский агроном, директор совхоза, политический деятель, депутат Государственной Думы ФС РФ первого созыва, в прошлом заместитель министра сельского хозяйства и продовольствия республики Башкортостан, заслуженный работник сельского хозяйства Республики Башкортостан.

## Биография
В 1971 году получил средне-техническое образование по специальности «ветеринар» в Стерлитамакском зооветеринарном техникуме. В 1988 году получил высшее образование по специальности «учёный-агроном» заочно окончив Башкирский сельскохозяйственный институт.
С 1971 по 1985 год работал в совхозе «Матраевский» бригадиром полеводства, управляющим отделением. С 1985 по 1988 год работал в совхозе «Степной» директором. С 1988 по 1993 год работал в совхозе «Матраевский» Хайбуллинского района директором.
В 1993 году избран депутатом Государственной думы Федерального Собрания Российской Федерации I созыва от Баймакского одномандатного избирательного округа № 2 (Республика Башкортостан). В Государственной думе был членом комитета по бюджету, налогам, банкам и финансам, входил во фракцию Аграрной партии России.
С 1996 по 2000 год работал в правительстве Республики Башкортостан в должности заместителя министра сельского хозяйства Республики Башкортостан. С 2000 по 2003 год работал генеральным директором одного из крупных агропромышленных предприятий Башкортостана.
Был членом Совета Аграрной партии России. В 2010 году работал в Региональном отделении Фонда социального страхования РФ по Республике Башкортостан начальником отдела организационно-кадровой работы.

## Награды и звания
- Заслуженный работник сельского хозяйства Республики Башкортостан[7]
- Почетная грамота Республики Башкортостан[8]